# IC 5110
IC 5110 — галактика типу SB () у сузір'ї Індіанець.
Цей об'єкт міститься в оригінальній редакції індексного каталогу.